# Summit (hrabstwo Douglas)
Summit – miasto w Stanach Zjednoczonych, w stanie Wisconsin, w hrabstwie Douglas.